# Silvia Schroer
Silvia Schroer (* 29. Dezember 1958 in Münster/Westf.) ist katholische Theologin und Professorin für Altes Testament mit besonderer Berücksichtigung der Biblischen Umwelt an der Theologischen Fakultät der Universität Bern. Sie hat zahlreiche Fachpublikationen verfasst zu Themen der Religionsgeschichte und Ikonographie Palästinas/Israels und seiner Nachbarkulturen sowie zu feministischer Exegese und Hermeneutik. Schroer ist zudem Gründerin und Herausgeberin der Internet-Zeitschrift für feministische Exegese in Europa „lectio difficilior“.

## Stationen
Silvia Schroer studierte katholische Theologie und Altphilologie in Münster, München und Freiburg/CH. Nach ihrem Lizentiat in Theologie promovierte sie 1986 bei Othmar Keel in Freiburg/CH über alttestamentliche Hinweise zu bildlichen Darstellungen im alten Israel (Titel: In Israel gab es Bilder; vgl. Publikationsliste). 1989 habilitierte sich die Alttestamentlerin als erste Frau an der Katholischen Theologischen Fakultät Freiburg/CH. Von 1987 bis 1992 war Silvia Schroer Geschäftsführerin des Schweizerischen Katholischen Bibelwerks. Von 1994 bis 2004 war sie Präsidentin des Kreises der Katholischen Exegetinnen und Exegeten der Schweiz. Nach weiterer Forschungstätigkeit und Lehraufträgen an verschiedenen Fakultäten des deutschsprachigen Raums erhielt Silvia Schroer 1997 die Professur für «Altes Testament und Biblische Umwelt» der Evangelisch-Theologischen (heute: Theologischen) Fakultät der Universität Bern. Von 2010 bis 2012 war sie Dekanin der Fakultät, von 2011 bis 2017 Mitglied des Nationalen Forschungsrats (Abteilung I) des Schweizerischen Nationalfonds. Von 2017 bis 2023 war Silvia Schroer Vizerektorin für Qualität, Gleichstellung und Nachhaltige Entwicklung der Universität Bern.

## Arbeitsschwerpunkte
Silvia Schroers Arbeitsschwerpunkte sind:
- Altes Testament und Biblische Umwelt
- Altorientalische Bildsymbolik
- Religionsgeschichte und Ikonographie Palästinas/Israels
- Weisheitstheologie
- Biblische Anthropologie
- Feministische Exegese
- Genderforschung

## Projekte
- lectio difficilior: Silvia Schroer ist Gründerin und Herausgeberin von „lectio difficilior“, der ersten Internet-Zeitschrift für feministische Exegese, Hermeneutik und angrenzende Forschungsbereiche in Europa. Die Zeitschrift veröffentlicht Fachartikel Deutsch, Englisch oder Französisch. Siehe: https://www.lectio.unibe.ch/de/
- IPIAO (Die Ikonographie Palästinas/Israels und der Alte Orient): Silvia Schroer ist Autorin des auf ikonographischen Funden basierenden vierbändigen Kompendiums zur Religionsgeschichte Palästinas/Israels. Es umfasst den Zeitraum vom 12. Jahrtausend v. Chr. bis in die Perserzeit.
- BIPOW (Die Bildwelt Palästinas/Israels zwischen Ost und West) ist ein vom Schweizerischen Nationalfonds von 2015 bis 2018 gefördertes Forschungsprojekt, das die religionsgeschichtlich-ikonographischen Forschungen von IPIAO in die persische und hellenistische Zeit weiterführt.
- Silvia Schroer ist im Leitungsteam des 2020–2023 vom Schweizerischen Nationalfonds geförderten Sinergia-Forschungsprojekts «Stamp Seals from the Southern Levant» zu den Stempelsiegeln Palästinas/Israels.

## Publikationen (Auswahl)
- Stefan Münger/Nancy Rahn/Patrick Wyssmann: "Trinkt von dem Wein, den ich mischte!" "Drink of the wine which I have mingled". Festschrift für Silvia Schroer zum 65. Geburtstag, OBO 303, Leuven 2023.
- Die Geschlechter des Todes. Theologische Perspektiven auf Tod und Gender, Göttingen 2022 (gemeinsam mit Angela Berlis, Magdalene L. Frettlöh und Isabelle Noth). ISBN 978-3-525-56066-2.
- Die Ikonographie Palästinas/Israel und der Alte Orient (IPIAO). Eine Religionsgeschichte in Bildern, Band 4: Die Eisenzeit bis zum Beginn der achämenidischen Herrschaft, Schwabe, Basel 2018, ISBN 978-3-7965-3878-0.
- zusammen mit Thomas Staubli: Menschenbilder der Bibel, Ostfildern 2014. ISBN 978-3-8436-0444-4.
- Tiere in der Bibel: eine kulturgeschichtliche Reise, Freiburg i. Br. 2013. ISBN 978-3-451-32284-6.
- zusammen mit Thomas Staubli: Menschenbilder der Bibel. Ostfildern 2014.
- Tiere in der Bibel: eine kulturgeschichtliche Reise. Freiburg i. Br., Herder, 2013.
- Images and Gender. Contributions to the Hermeneutics of Reading Ancient Art, Freiburg CH/ Göttingen 2006, OBO 220 (Herausgabe), ISBN 978-3-7278-1558-4.
- zusammen mit Othmar Keel: EVA – Mutter alles Lebendigen. Frauen- und Göttinnenidole aus dem Alten Orient, Freiburg (CH) 3. Auflage 2010, ISBN 3-7278-1460-8.
- zusammen mit Sophie Bietenhard: Feminist Interpretation of the Bible and the Hermeneutics of Liberation, JSOT, SS 374, London 2003, ISBN 0-8264-6689-3.
- zusammen mit Othmar Keel: Schöpfung. Biblische Theologien im Kontext altorientalischer Religionen, Freiburg (CH)/Göttingen 2. Auflage 2008, ISBN 978-3-525-53500-4.
- zusammen mit Thomas Staubli: Die Körpersymbolik der Bibel, 2. überarbeitete Auflage Darmstadt 2005, ISBN 978-3-534-25462-0.
- Die Weisheit hat ihr Haus gebaut. Studien zur Gestalt der Sophia in den biblischen Schriften, Mainz 1996, ISBN 978-3-7867-1951-9.
- zusammen mit Luise Schottroff, Marie-Theres Wacker: Feministische Exegese. Forschungserträge zur Bibel aus der Perspektive von Frauen, Darmstadt 1995, ISBN 978-3-534-12070-3.
- In Israel gab es Bilder. Nachrichten von darstellender Kunst im Alten Testament, OBO 74, Freiburg (CH)/Göttingen 1987.